# Me and My Katamari
Me and My Katamari (僕の私の塊魂, Boku no Watashi no Katamari Damashii) est un jeu vidéo sorti en 2005 au Japon et en 2006 en Amérique du Nord et en Europe sur PlayStation Portable. C'est un jeu de réflexion, qui est le troisième de la série des Katamari Damacy.

## Trame

### Scénario
Le Roi de tout le Cosmos et sa famille royale décident de prendre un certain temps hors de leur construction céleste et voyagent vers la Terre pour prendre des vacances bien méritées (pour le Prince tout du moins) sur leur île tropicale. Malheureusement, le Roi, à cause de son excitation, crée un raz-de-marée qui frappe et détruit les environs de leur île de Paradise Island Commonwealth.
L'un des résidents, une tortue, s'échoue à côté de la famille royale et leur raconte son histoire. Le Roi décide alors d'apporter de nouvelles îles pour les animaux de la communauté avec plusieurs Katamari.
À l'instar des titres précédents de la série Katamari, le Roi envoie le Prince sur le Sunflower Continent, qui contient l'attirail dont se sert le Roi pour créer de nouvelles îles.

### Personnages
Le Roi de tout le Cosmos est le roi de tout l'Univers connu. Il est grand et majestueux. Il donne les missions au Prince et juge le résultat de chacune d'elles. Il fournit au Prince une multitude d'informations utiles sur le prochain Katamari à rouler, comme sa peur des vaches ou qu'il aime manger des crabes.
Le Prince est le personnage que le joueur incarne dans le jeu. Il n'a qu'un but dans la vie, rouler les Katamaris que son père lui demande de faire. Du haut de ses cinq centimètres, il a la force pour pousser des Katamaris de plus de 500 mètres de diamètre.

## Système de jeu
Le système de jeu est similaire à celui de autres jeux de la série des Katamari Damacy. Le prince déplace une boule (nommée Katamari). Celle-ci colle et enroule autour d'elle tous les objets plus petits qu'elle trouve sur son passage, grossissant au fur et à mesure. Elle peut ainsi grimper sur des zones plus élevées et attraper des objets plus gros.
Cette boule se manipule comme un tank avec ses deux chenilles.
Le roi donne au jeu des missions consistant à atteindre au minimum un certain diamètre en un temps imparti. Certains niveaux ont un thème ou une contrainte spécifique, comme ne pas aller dans l'eau ou atteindre une certaine température, en fonction de l'apparence que doit prendre la planète.

### Commandes
Les contrôles diffèrent de ceux des jeux de console de salon, étant donné que la PSP ne possède qu'un seul stick analogique.
Le joueur utilise la croix directionnelle et les quatre boutons Triangle, Carré, Rond et Croix, de manière à imiter les commandes analogiques.
Dans la version Nord-Américaine du jeu, il est également possible d'utiliser le stick analogique de la PSP au lieu de la croix directionnelle (le stick analogique ne servant dans la version japonaise qu'à faire bouger la caméra).
Les boutons L et R sont utilisés pour effectuer des virages serrés.

## Musique
La bande originale du jeu est principalement composé de morceaux des deux précédents opus. Les nouvelles pistes ont été composées par Yū Miyake, Yuri Misawa, Hideki Tobeta, Yoshihito Yano, Akitaka Tohyama, et Naoki Toyama ; Misawa et Toyama ont été de nouveaux compositeurs de la série, tandis que Miyake a repris son rôle des deux précédents jeux comme directeur du son.

## Accueil
Au Japon, Me & My Katamari s'est vendu à 82 406 exemplaires, dont 28,632 durant la première semaine de commercialisation, ce qui en fait le 135e jeu de PlayStation Portable le plus vendu (sur 354) dans ce pays.